# جباس (زغوان)
جَبّاس قرية تونسية تقع بمعتمدية الفحص من ولاية زغوان. ترقيمها البريدي هو 1140.

### مواضيع ذات علاقة
- معتمدية الفحص.
- ولاية زغوان.